# Florencia Cotrone
Florencia Ayelen Cotrone (Buenos Aires, Argentina; 27 de enero de 1997) es una futbolista argentina. Juega de defensora central y mediocampista defensiva, actualmente se desempeña en Social Atlético Televisión de la Primera A.

## Trayectoria

### Inicios
Comenzó jugando al fútbol con su hermano y amigos varones, luego de dos años le permitieron jugar al baby fútbol en el Club Lamadrid en Mataderos, ya que hasta entonces solo podía entrenar sin disputar partidos, jugó de forma mixta desde los 6 años hasta los 12 años de edad. A sus 15 años, jugó al fútsal en River Plate por dos años. Luego, mientras jugaba handball, su compañera Florencia Cimino (quien fue arquera de Vélez) la invitó a formar parte de un equipo de fútbol con el cual jugó algunos torneos.

### Vélez Sarsfield
A principios de 2018, Vélez Sarsfield comenzó la disciplina de fútbol femenino, Cotrone se unió a las pruebas en septiembre de ese mismo año. Formó parte del conjunto velezano desde sus inicios, llegando a ser considerada referente y capitana del equipo. Se consagró campeona y consiguió el ascenso a segunda división en el Torneo Reducido 2020.
Hizo su debut en el primer partido oficial del club, en la victoria 1-0 ante Trocha, por la primera fecha de la Primera C 2019-20.
Convirtió un triplete ante Talleres de Remedios de Escalada.
En mayo de 2022 se anunció su salida de El Fortín, luego de 4 años, en desacuerdo con el manejo del club.

### Lanús
En agosto de 2022 se hizo oficial su traspaso al "Granate", para disputar la Primera División A, siendo esta su primera experiencia en la máxima categoría del fútbol argentino.

### Estudiantes (BA)
El 29 de diciembre de 2022 el conjunto de Caseros hace oficial la llegada de Florco de cara a la temporada 2023. Si bien realizó pre-temporada con el club y llegó a jugar amistosos, de manera repentina, el 6 de febrero de 2023 el Pincha anunció la desvinculación de Cotrone.

### Sportivo Barracas
El 7 de abril de 2023 se presenta como parte del plantel de Sportivo Barracas para disputar la temporada 2023 de la Primera C (tercera división).

### Social Atlético Televisión
En 2024 se suma a las filas de Social Atlético Televisión (S.A.T) de la Primera División de Argentina.

## Estadísticas

### Clubes
| Club              | Liga               | País      | Año             |
| ----------------- | ------------------ | --------- | --------------- |
| Vélez Sarsfield   | Primera División C | Argentina | 2019 - 2020     |
| Vélez Sarsfield   | Primera División B | Argentina | 2021 - 2022     |
| Lanús             | Primera División A | Argentina | 2022            |
| Estudiantes (BA)  | Primera División A | Argentina | 2023            |
| Sportivo Barracas | Primera División C | Argentina | 2023 - 2024     |
| S.A.T             | Primera División A | Argentina | 2024 - presente |

## Vida personal
Además del fútbol, jugó también vóley y handball. Es hincha de Vélez y es la "madrina" de la "Peña Flor Cotrone", que reúne a hinchas de Vélez Sarsfield de San Antonio de Padua, Ituzaingó y Castelar. Tiene un hijo llamado Thiago. Sus ídolos son Chilavert y Cubero.